# Индонезия на летних Олимпийских играх 2000
Индонезия принимала участие в Летних Олимпийских играх 2000 года в Сиднее (Австралия) в одиннадцатый раз за свою историю, и завоевала одну серебряную, две бронзовые и одну золотую медали. Сборную страны представляли 47 участников, из которых 20 женщин.

## Золото
- Бадминтон, мужчины — Tony Gunawan и Candra Wijaya.

## Серебро
- Бадминтон, мужчины — Хендраван.
- Бадминтон, микст — Tri Kusharyanto и Минарти Тимур.
- Тяжёлая атлетика, женщины — Raema Lisa Rumbewas.

## Бронза
- Тяжёлая атлетика, женщины — Сри Индрияни.
- Тяжёлая атлетика, женщины — Winarni Binti Slamet.

## Состав и результаты олимпийской сборной Индонезии

### Дзюдо
Спортсменов — 1
Соревнования по дзюдо проводились по системе на выбывание. Утешительные встречи проводились между спортсменами, потерпевшими поражение в четвертьфинале турнира. Победители утешительных встреч встречались в схватке за 3-е место со спортсменами, проигравшими в полуфинале в противоположной половине турнирной сетки.
Мужчины
| Категория | Спортсмены | 1/32 финала                              | 1/16 финала                           | 1/8 финала           | Четвертьфинал        | Полуфинал            | Финал              | Место |
| Категория | Спортсмены | Соперник Результат                       | Соперник Результат                    | Соперник Результат   | Соперник Результат   | Соперник Результат   | Соперник Результат | Место |
| --------- | ---------- | ---------------------------------------- | ------------------------------------- | -------------------- | -------------------- | -------------------- | ------------------ | ----- |
| до 90 кг  | Крисна Баю |                                          | Карлос Онорато (BRA) пор. 0001 — 1020 | За 3-е место         | За 3-е место         | За 3-е место         | За 3-е место       | 13    |
| до 90 кг  | Крисна Баю | Фернандо Гонсалес (ESP) пор. 0100 — 1001 | Карлос Онорато (BRA) пор. 0001 — 1020 | Завершил выступление | Завершил выступление | Завершил выступление |                    | 13    |

### Плавание
Спортсменов — 1
В следующий раунд на каждой дистанции проходили лучшие спортсмены по времени, независимо от места занятого в своём заплыве.
Женщины
| Спортсменка          | Соревнование   | Предварительные заплывы | Предварительные заплывы | Полуфиналы | Полуфиналы | Финал     | Финал     |
| Спортсменка          | Соревнование   | Результат               | Место                   | Результат  | Место      | Результат | Место     |
| -------------------- | -------------- | ----------------------- | ----------------------- | ---------- | ---------- | --------- | --------- |
| Эльза Манора Насушен | 100 м на спине | 1:06,57                 | 38                      | Не прошла  | Не прошла  | Не прошла | Не прошла |

### Прыжки в воду
Спортсменов — 3
В индивидуальных прыжках в предварительных раундах складывались результаты квалификации и полуфинальных прыжков. По их результатам в финал проходило 12 спортсменов. В финале они начинали с результатами полуфинальных прыжков.
Мужчины
| Спортсмен        | Соревнование | Квалификация | Квалификация | Полуфинал | Полуфинал | Всего     | Финал     | Финал     | Всего  | Место |
| Спортсмен        | Соревнование | Очков        | Место        | Очков     | Место     | Всего     | Очков     | Место     | Всего  | Место |
| ---------------- | ------------ | ------------ | ------------ | --------- | --------- | --------- | --------- | --------- | ------ | ----- |
| Мохамад Насрулла | вышка        | 257,22       | 40           | Не прошёл | Не прошёл | Не прошёл | Не прошёл | Не прошёл | 257,22 | 40    |

Женщины
| Спортсмен          | Соревнование | Квалификация | Квалификация | Полуфинал | Полуфинал | Всего     | Финал     | Финал     | Всего  | Место |
| Спортсмен          | Соревнование | Очков        | Место        | Очков     | Место     | Всего     | Очков     | Место     | Всего  | Место |
| ------------------ | ------------ | ------------ | ------------ | --------- | --------- | --------- | --------- | --------- | ------ | ----- |
| Эка Пурнама Индах  | трамплин     | 178,83       | 42           | Не прошла | Не прошла | Не прошла | Не прошла | Не прошла | 178,83 | 42    |
| Шенни Ратна Амелия | вышка        | 170,07       | 40           | Не прошла | Не прошла | Не прошла | Не прошла | Не прошла | 170,07 | 40    |

### Тяжёлая атлетика
Спортсменов — 3
В рамках соревнований по тяжёлой атлетике проводятся два упражнения - рывок и толчок. В каждом из упражнений спортсмену даётся 3 попытки, в которых он может заказать любой вес, кратный 2,5 кг. Победитель определяется по сумме двух упражнений.
Женщины
| Спортсмен      | Категория | Вес   | Рывок | Рывок | Рывок | Толчок | Толчок | Толчок | Всего | Место |
| Спортсмен      | Категория | Вес   | 1     | 2     | 3     | 1      | 2      | 3      | Всего | Место |
| -------------- | --------- | ----- | ----- | ----- | ----- | ------ | ------ | ------ | ----- | ----- |
| Раема Румбевас | до 48 кг  | 47,98 | 80,0  | 85,0  | 85,0  | 102,5  | 105,0  | 107,5  | 185,0 | 2     |
| Шри Индрияри   | до 48 кг  | 47,28 | 80,0  | 82,5  | 82,5  | 100,0  | 100,0  | 100,0  | 182,5 | 3     |
| Винарни Сламет | до 53 кг  | 52,44 | 85,0  | 85,0  | 90,0  | 105,0  | 110,0  | 112,5  | 202,5 | 3     |